# Diversidad de género
La diversidad de género es la representación equitativa de personas de diferentes géneros. Comúnmente se refiere a una proporción equitativa de hombres y mujeres, pero también incluye a personas de géneros no binarios. La diversidad de género en directorios corporativos ha sido ampliamente discutida, y muchas iniciativas en curso estudian y promueven la diversidad de género en campos tradicionalmente dominados por hombres, incluyendo informática, ingeniería, medicina y ciencia. Se argumenta que algunas explicaciones propuestas carecen de mérito y son, de hecho, peligrosas, mientras que otras juegan un papel en una interacción compleja de factores. Se sugiere que la propia naturaleza de la ciencia puede contribuir a la exclusión de las mujeres del «conducto».

## Beneficios
Las empresas son más propensas a atraer a personas más diversas, y a personas que consideran las políticas de igualdad de género al evaluar diferentes empleadores.
Una fuerza laboral diversa e inclusiva no solo se alinea con valores éticos, sino que también impulsa la creatividad y mejora la resolución de problemas, lo cual es crítico para que las empresas prosperen en un campo que evoluciona rápidamente.

### Rendimiento financiero
Algunos estudios muestran que una mayor diversidad en la fuerza laboral se espera que genere mayores retornos, pero revisiones de estos estudios han cuestionado esta afirmación.

### Reputación
La diversidad de género en las empresas conduce a una mejora en la reputación, tanto directa como indirectamente. Directamente, las empresas con un mayor porcentaje de mujeres en juntas directivas son vistas favorablemente en sectores que operan cerca de los clientes finales y tienen más probabilidades, por ejemplo, de estar en la lista del Instituto Ethisphere de las «Empresas más éticas del mundo».
Indirectamente, las mujeres directoras son más propensas a detectar y menos propensas a cometer fraudes. Además, las políticas de diversidad de género parecen estar correlacionadas con un aumento en la responsabilidad social corporativa, así como con una mejor imagen organizacional general.

### Base de clientes
Dado que hombres y mujeres tienen diferentes puntos de vista, ideas y conocimientos del mercado, una fuerza laboral con diversidad de género permite una mejor resolución de problemas. Un estudio realizado en 2014 por Gallup encuentra que contratar una fuerza laboral con diversidad de género permite a la empresa atender a una base de clientes cada vez más diversa. Esto ocurre porque una fuerza laboral con diversidad de género facilita el acceso a recursos, como múltiples fuentes de información o crédito, y al conocimiento de la industria. Las organizaciones con diversidad de género también mostraron beneficios en una mayor comprensión y satisfacción del cliente.

### Procesos de toma de decisiones
La diversidad de género en las juntas aumenta la diversidad de ideas al introducir diferentes perspectivas y enfoques para la resolución de problemas. Esto proporciona a los equipos una mayor opcionalidad y ventajas en la toma de decisiones.

### Diversidad de estilos de gestión
Una encuesta de RSA encontró que las mujeres se consideran que «apportan empatía e intuición al liderazgo», ya que tienen una mayor conciencia de las motivaciones y preocupaciones de otras personas. El 62 por ciento de los encuestados afirmó que las mujeres contribuyen de manera diferente en la sala de juntas que sus colegas masculinos. Una proporción similar vio a las mujeres como más empáticas, con una mejor comprensión de cómo se desarrollan las decisiones en la organización en general. En cuanto a la comunicación y la colaboración efectiva, «más de la mitad sintió que las mujeres eran mejores». Las organizaciones con diversidad de género también disfrutan de niveles elevados de creatividad, innovación y resolución de problemas. Un estudio sobre este tema encontró que hay una pequeña diferencia en la asistencia cuando el director es una mujer. Entre 74 empresas en las que el 3,4 % eran directores hombres y el 3,2 % eran mujeres, hubo problemas con la asistencia. Aunque es una diferencia del 0,02 %, de 84 directores, 7 eran mujeres.

## Medición

### En la sala de juntas
Entre la primavera de 2014 y la primavera de 2015, hubo un aumento en el número de presidentas dentro de los informes FTSE 100. En la primavera de 2014 había 1 presidenta en el FTSE; esto aumentó a 3 para la primavera de 2015. El número de directoras ejecutivas en el FTSE 100 también aumentó entre 2014 y 2015. En la primavera de 2014 había 4 directoras ejecutivas en el FTSE 100; esto aumentó a 5 para la primavera de 2015. Para 2017, el número de directoras ejecutivas entre las empresas Fortune 500 era de 32 (~6 %). Las directoras financieras en el FTSE 100 vieron el mayor aumento. En la primavera de 2014 había 8 directoras financieras en el FTSE 100; esto aumentó a 12 para la primavera de 2015.
En 2011, el gobierno del Reino Unido introdujo el Código Voluntario para Empresas de Búsqueda de ejecutivos, con el objetivo de mejorar la diversidad de género dentro de las empresas FTSE.

### En los mercados financieros
A partir de 2016, State Street Global Advisors ofrece un fondo cotizado en bolsa (ETF) que rastrea empresas con proporciones relativamente altas de mujeres en posiciones ejecutivas y directivas. El ETF sigue un índice de 185 empresas cotizadas en EE. UU. con una liderazgo ejecutivo diverso en género, definido como Vicepresidente Senior o superior. Cada empresa en el índice debe incluir al menos una mujer en su junta o como directora ejecutiva. El fondo cotiza bajo el símbolo SHE y ha aumentado un 4,96 % en valor en sus primeros nueve meses desde su creación. En apoyo a abordar el sesgo de género sistémico contra las mujeres en el liderazgo y en STEM (Ciencia, Tecnología, Ingeniería y Matemáticas) que se manifiesta temprano en la vida, el proveedor del ETF se ha comprometido a destinar una porción desconocida de sus ingresos a organizaciones benéficas.

### En la industria cinematográfica

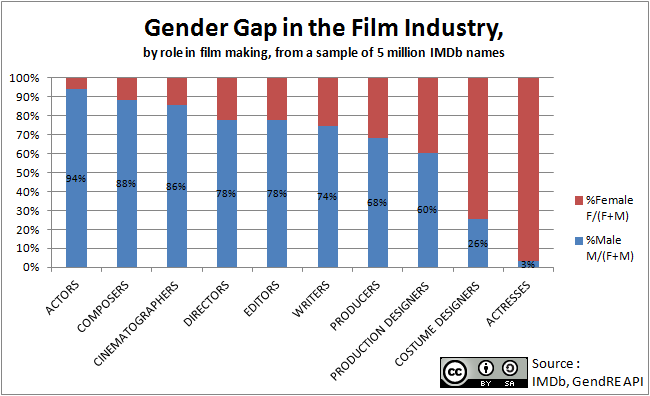
Brecha de género en IMDb

El análisis de Internet Movie Database (IMDb, volcado de datos de 2005) muestra cuán amplia es la brecha de género en la industria cinematográfica, especialmente para los tipos de trabajos más prestigiosos. Hay casi el doble de actores que de actrices en IMDb. Los trabajos prestigiosos como compositor, cinematógrafo y director están dominados por hombres en un 88 %, 76 % y 86 %, respectivamente.

### En la industria de las ciencias de la vida
La industria de las ciencias de la vida abarca un amplio espectro e incluye compañías farmacéuticas, empresas de apoyo y servicios de investigación, fabricantes de herramientas y reactivos de investigación, entre otros tipos, aunque en algunos contextos se equipara con empresas de desarrollo de medicamentos (Big Pharma y pequeñas farmacéuticas). Según un par de informes de la industria de 2017, hombres y mujeres ingresan a la industria en igual número, pero las mujeres componen un cuarto o menos de las posiciones de C-suite, y menos del 20 % de las posiciones en juntas directivas. La primera directora ejecutiva de una gran compañía farmacéutica surgió en 2017 —Emma Walmsley en GlaxoSmithKline—, lo que se traduce en que el 1 % de los directores ejecutivos de Big Pharma son mujeres.